# Anomis orthopasa
Anomis orthopasa là một loài bướm đêm trong họ Erebidae.